# Spanisches Nationalorchester

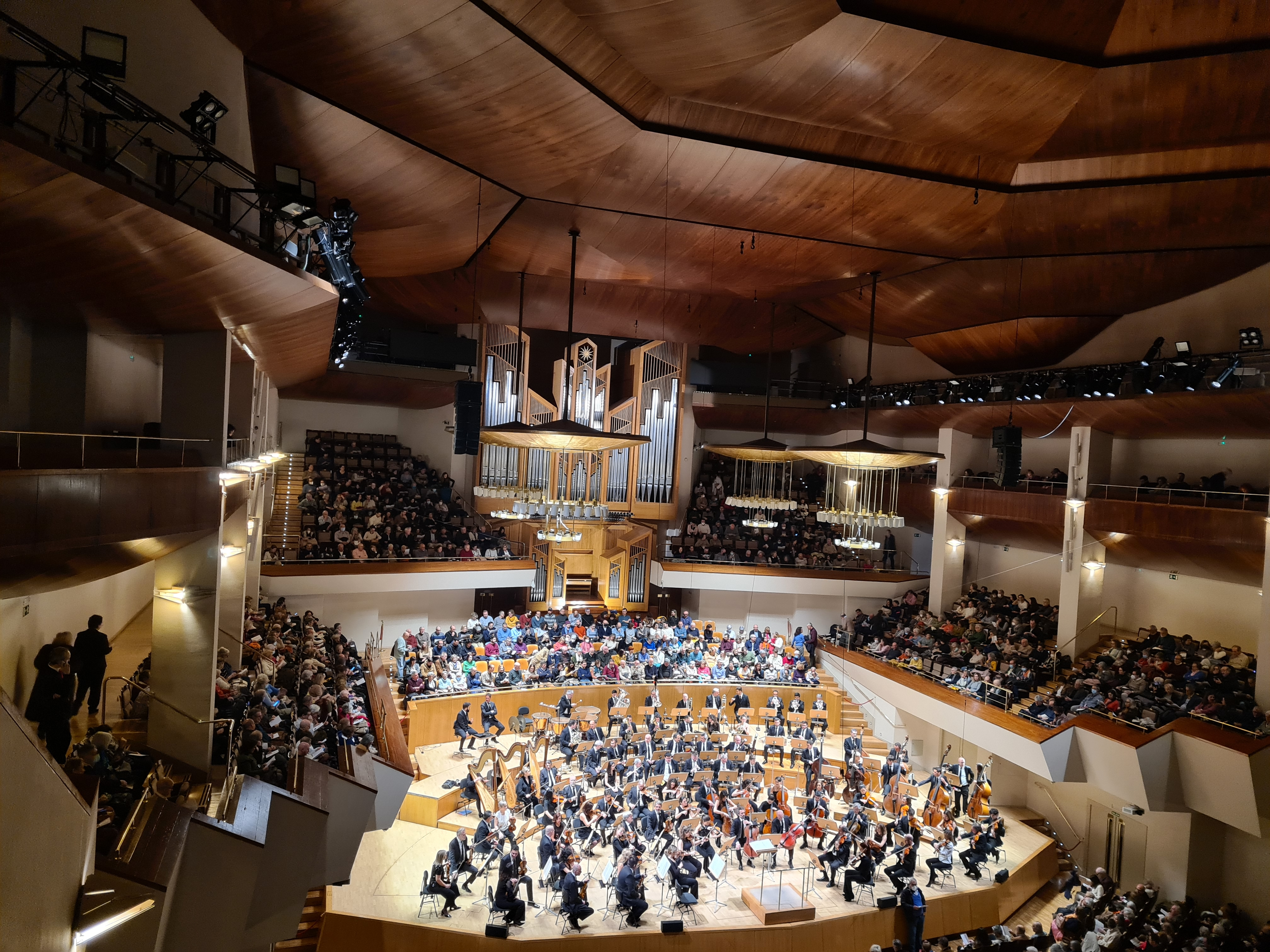
Spanisches Nationalorchester

Das Spanische Nationalorchester (spanisch: Orquesta Nacional de España) ist ein spanisches Orchester. Es wurde ursprünglich 1937 während des Spanischen Bürgerkriegs gegründet, danach offiziell im Jahr 1940. Es hat seinen Sitz in der Hauptstadt Madrid.

## Chefdirigenten
- Bartolomé Pérez Casas (1942–1947)
- Ataúlfo Argenta (1947–1958)
- Rafael Frühbeck de Burgos (1962–1978)
- Antoni Ros-Marbà (1978–1981)
- Jesús López Cobos (1984–1989)
- Aldo Ceccato (1991–1994)
- Josep Pons (2003–2014)
- David Afkham (2014–heute)